# Rodrigo Ferreyra
Rodrigo Alejandro Ferreyra Ocampo, noto semplicemente come Rodrigo Ferreyra (Florida, 2 febbraio 2001), è un calciatore uruguaiano, attaccante del CA Quilmes.

## Carriera
Cresciuto nel settore giovanile del Liverpool (M), debutta in prima squadra il 5 dicembre 2020 in occasione dell'incontro di Primera División Profesional de Uruguay pareggiato 0-0 contro il Plaza Colonia.

## Statistiche

### Presenze e reti nei club
Statistiche aggiornate al 24 novembre 2021.
| Stagione        | Squadra         | Campionato      | Campionato | Campionato | Coppe nazionali | Coppe nazionali | Coppe nazionali | Coppe continentali | Coppe continentali | Coppe continentali | Altre coppe | Altre coppe | Altre coppe | Totale | Totale |
| Stagione        | Squadra         | Comp            | Pres       | Reti       | Comp            | Pres            | Reti            | Comp               | Pres               | Reti               | Comp        | Pres        | Reti        | Pres   | Reti   |
| --------------- | --------------- | --------------- | ---------- | ---------- | --------------- | --------------- | --------------- | ------------------ | ------------------ | ------------------ | ----------- | ----------- | ----------- | ------ | ------ |
| 2020            | Liverpool (M)   | PD              | 2          | 0          |                 | -               | -               | CL                 | 0                  | 0                  | SU          | 0           | 0           | 2      | 0      |
| 2021            | Liverpool (M)   | PD              | 7          | 0          |                 | -               | -               | CS                 | 0                  | 0                  |             | -           | -           | 7      | 0      |
| Totale carriera | Totale carriera | Totale carriera | 9          | 0          |                 | -               | -               |                    | 0                  | 0                  |             | 0           | 0           | 9      | 0      |

## Palmarès

### Club

#### Competizioni nazionali
- Supercopa Uruguaya: 1

Liverpool (M): 2020